# Krywe (Polska)
Krywe (też: Krywe nad Sanem, ukr. Криве) – wieś w Polsce położona w województwie podkarpackim, w powiecie bieszczadzkim, w gminie Lutowiska. Leży nad Sanem.
Wieś została lokowana w 1502 na prawie wołoskim i stanowiła własność Kmitów. W 1896 zakupili Krywe Artur Goldhammer wraz z Ignacym Steinhausem, następnie zbyli majątek. Od r. 1902 do 1935 należał do Stanisława Kopczyńskiego z Ostapii. Po II wojnie światowej wieś uległa całkowitemu zniszczeniu i wysiedleniu.
W latach 1975–1998 miejscowość należała administracyjnie do województwa krośnieńskiego. W latach 1977–2005 nosiła nazwę Krzywe.
Wierni kościoła rzymskokatolickiego należą do parafii św. Michała Archanioła w Dwerniku.

## Historia
Wieś Krywe była lokowana na prawie wołoskim w pierwszej połowie XVI wieku. W 1502 była w dobrach należących do Kmitów. Pierwsza wzmianka pochodzi z 1526. Do roku 1553 znajdowała się w rękach Piotra Kmity, później wdowy po nim Barbary Kmity z Herburtów. Po śmierci Barbary (1579) przypadła do podziału po Annie z Kmitów na jej spadkobierców, potomków Stanisława Herburta i Jana Barzego. Wieś leżała na zachód od wzgórza cerkiewnego nad potokiem Krywiec, lewym dopływem Sanu. W 1589 roku było we wsi 7 łanów ziemi zasiedlonych przez chłopów, kniazia i popa. Istniał też wtedy młyn wodny o jednym kole. W 1630 chłopi z Hulskiego i Zatwarnicy napadli i złupili tutejszy dwór należący do kasztelana sanockiego (1648) Andrzeja Boguskiego. Na przełomie XVIII i XIX wieku dobra te należały do rodziny Łążyńskich, wtedy też nastał okres świetności dworu. Później powstał tu także tartak parowy, którego ruiny zachowały się. W 1848 istniała w Krywem szkoła parafialna. W 1852 roku był tu murowany dwór i przyległe do niego budynki, park i staw. W połowie XIX wieku właścicielką posiadłości tabularnej w Krywem była Karolina Łążyńska. Po powstaniu styczniowym w 1864 w Krywem osiedlił się Aleksander Cholewa Ubysz (1832–1890), kapitan z 1863/4, literat (pseudonim Symplicius Gawin), autor zajmujących gawęd myśliwskich, oficer armii austriackiej i polskiej, powstaniec styczniowy. W 1910 powstało we wsi bractwo trzeźwości, działające co najmniej do 1930. Podczas zaborów powszechna była emigracja zarobkowa, przed wybuchem I wojny światowej przebywało za granicą prawie 20% ludności z tutejszej parafii (Krywe, Hulskie, Tworylne). W walkach na przełomie lutego i marca 1915 zginęło podczas ostrzału pięcioro mieszkańców wsi.
W okresie międzywojennym w miejscowości w powiecie leskim województwa lwowskiego. Spis statystyczny z 1921 podaje w Krywem 472 mieszkańców (74 domostwa). W 1932 roku właściciel majątku Stanisław Kopczyński uzyskał zezwolenie na parcelację gruntów o powierzchni 829,33 ha i do roku 1939 większość z nich sprzedał chłopom. Majątek Krywe ograniczał się stopniowo do lasów. W sąsiedztwie dworu uruchomiono w 1936 tartak parowy. Nie zachował się do dziś. W latach międzywojennych prowadzono w tutejszych okolicach badania etnograficzne, ich efektem jest książka „Na pograniczu łemkowsko-bojkowskim” (Lwów 1935). W sierpniu 1938 odbyła się w Krywem uroczystość 950-lecia chrztu Rusi, w której uczestniczyło ok. 2000 wiernych z powiatów leskiego i turczańskiego. Obok cerkwi postawiono pamiątkowy krzyż.
Po 17 września 1939 Krywe znalazło się na granicy Niemiec i ZSRR. Tereny na północ od Sanu znalazły się pod okupacją sowiecką, na południe od Sanu okupantem byli Niemcy. W 1945 roku do Polski wróciła część niemiecka, północny brzeg Sanu odzyskaliśmy dopiero w 1951 na mocy umowy między Polską i ZSRR o wymianie terenów przygranicznych.
W 1944 nacjonaliści ukraińscy z OUN-UPA zamordowali tutaj 10 Polaków oraz 3 Ukraińców za ich ukrywanie. Szykanowali też miejscowego greckokatolickiego ks. Stanisława Soprokowskiego za ukrywanie Żydówki i sprzyjanie Polakom. We wrześniu 1945 spalili zabudowania dworskie oraz tartak.
Wysiedlenia do ZSRR mieszkańcy Krywego przeczekali w okolicznych lasach i w wyniku obławy wywieziono na Wschód jedynie 16 rodzin. Całą wieś wysiedlono na Ziemie Zachodnie dopiero wiosną – w maju 1947 podczas akcji „Wisła”. W kilka godzin zabrano wszystkich ludzi i po ich wyjściu wszystkie zabudowania podpalono. Akcję przeprowadził oddział Ludowego Wojska Polskiego.
Od lat 60. do końca 80. prowadzono tu letni wypas bydła z PGR w Czarnej Dolnej.

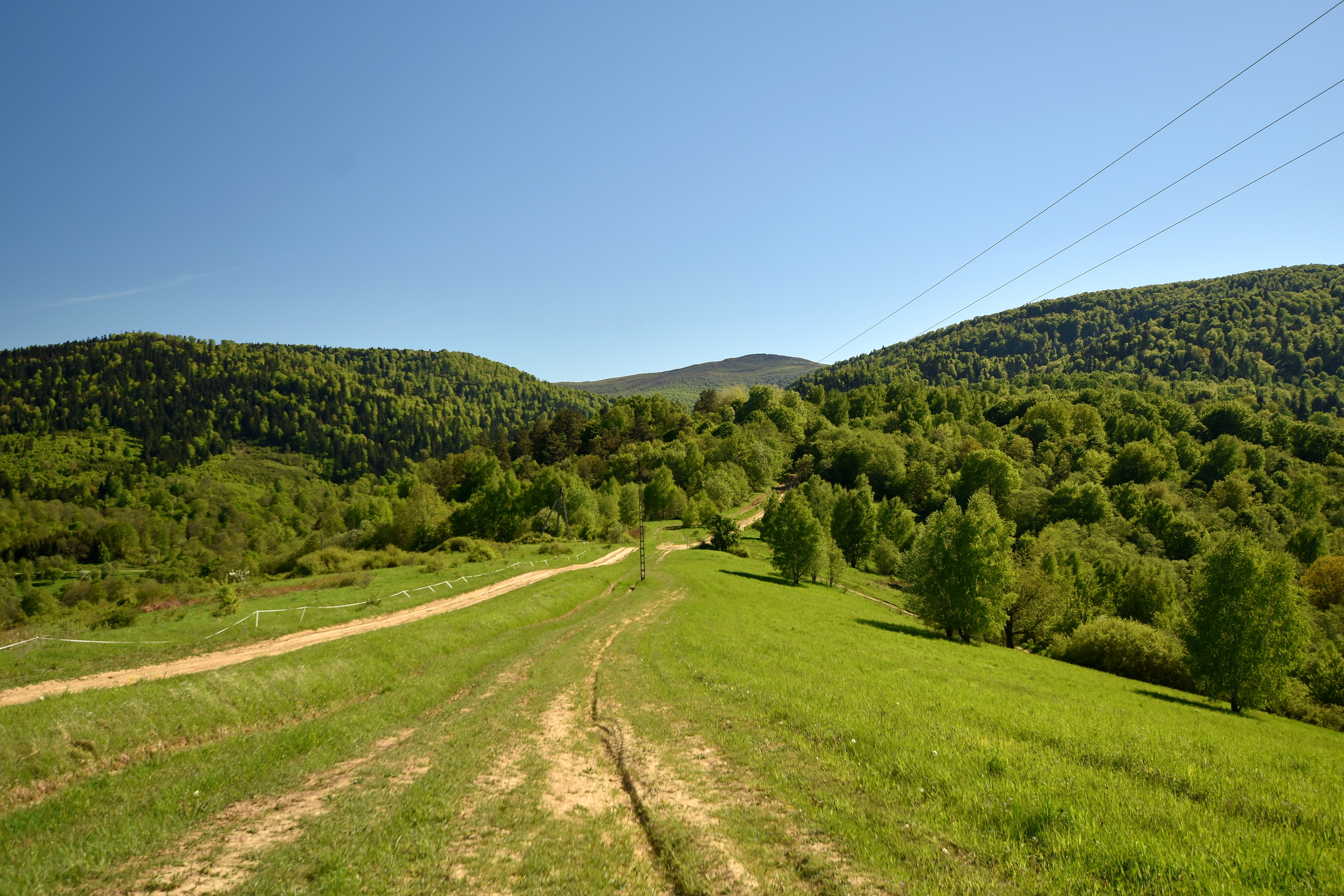
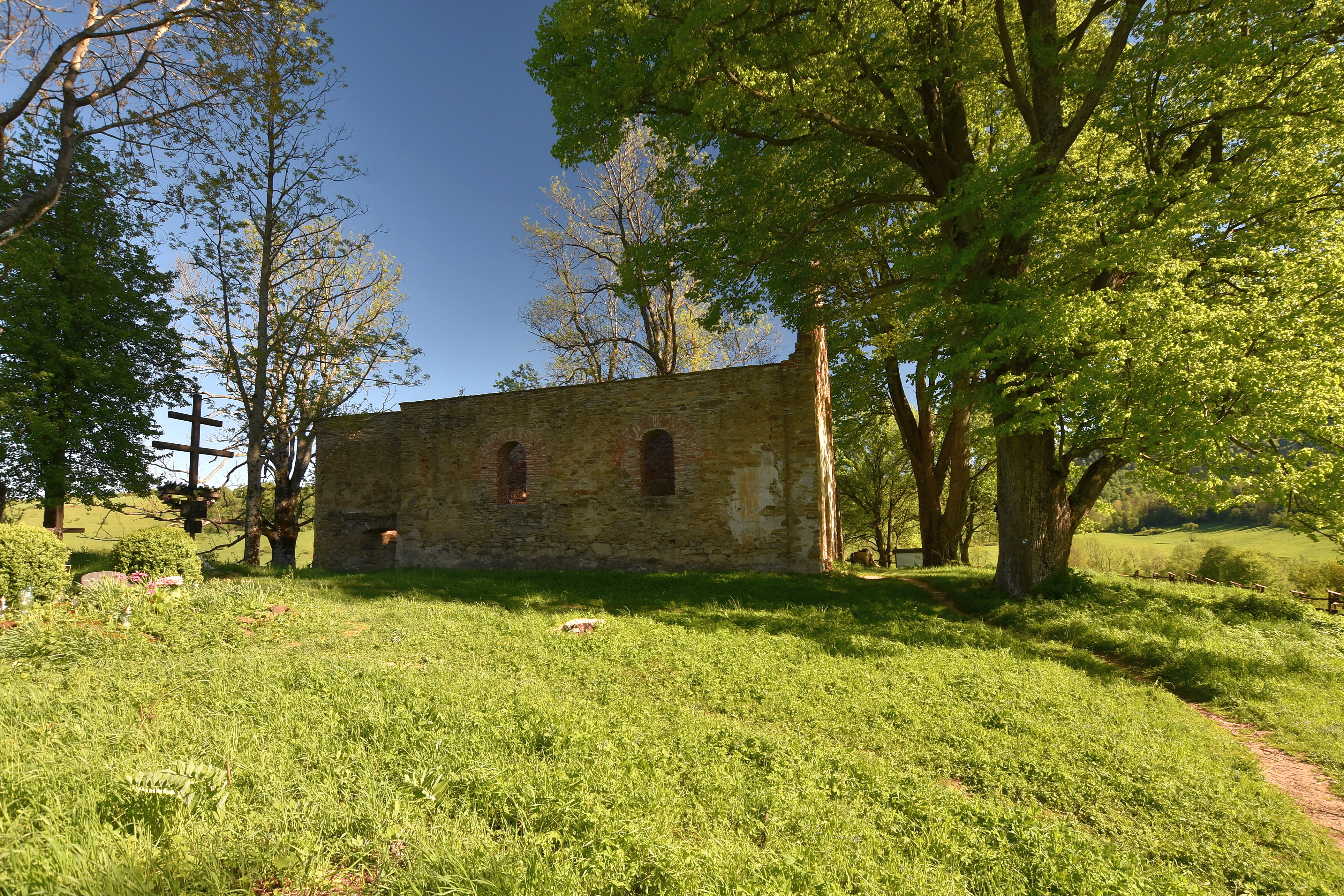
Ruiny cerkwi
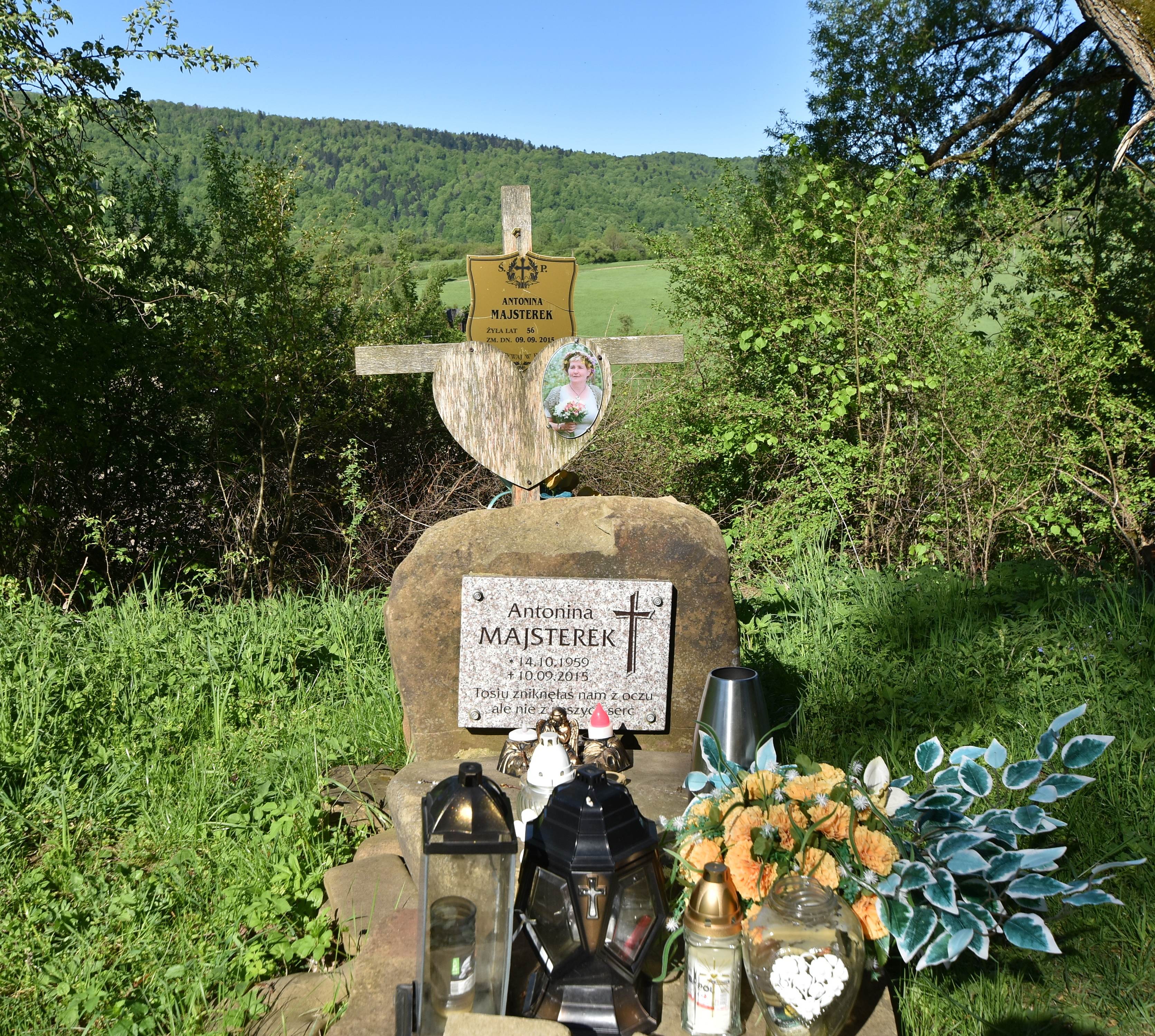
Na cmentarzu

## Ludzie związani z Krywem
Jedyni do niedawna mieszkańcy Krywego, dawni pracownicy PGR-u, państwo Majsterkowie, mieszkali tu od 1971. W 2011 roku odbył się w ruinach cerkwi ślub Antoniny i Stanisława Majsterków. W 2015 roku pani Antonina Stanisława Majsterek zdobyła 6 miejsce w okręgu podkarpackim w plebiscycie Rolnik roku zdobywając 3280 głosów. We wrześniu 2015 zginęła w wypadku i została pochowana na tutejszym cmentarzu, obecnie zamieszkuje w Krywem tylko Stanisław Majsterek.

## Demografia
- 1921 Krywe zamieszkiwało 459 osób (w 73 domach mieszkalnych):
  - 433 wyznania greckokatolickiego
  - 20 wyznania mojżeszowego
  - 6 wyznania rzymskokatolickiego
- 1991 – 10 osób
- 2017 – 1 osoba
- 2020 – 2 osoby[2]

## Zabytki
Wykaz zabytków nieruchomych wpisanych do rejestru zabytków
- zespół cerkwi greckokatolickiej pw. św. Paraskewii, 1842, przebudowany w XX w., nr rej.: A-340 z 3.10.1995:
  - ruiny cerkwi (trzeciego obiektu powstałego w tym miejscu)[8] na wzniesieniu znanym „Diłokiem”. Ikony pochodzące z cerkwi można obejrzeć w Muzeum Historycznym w Sanoku[17].
  - ruiny dzwonnicy
  - cmentarz cerkiewny (na północ od świątyni)